# Fernando Chalana
Fernando Albino Sousa Chalana (Barreiro, Barreiro, 10 de fevereiro de 1959 – Lisboa, 10 de agosto de 2022) foi um futebolista português.
Desde tenra idade se viu que se estava perante um predestinado para o futebol. Com uma qualidade técnica acima da média, tinha no drible imprevisível a sua grande arma, sendo considerado por muitos o melhor jogador benfiquista depois de Eusebio. Atuou no Sport Lisboa e Benfica entre 1975 e 1984, e depois novamente entre 1988 e 1990. 

## Carreira como jogador
A carreira de Fernando Chalana começou no Barreirense. Dando nas vistas e impressionando os grandes clubes de Lisboa, bem como o conhecido "monstro sagrado" Mario Coluna lenda benfiquista, este, é referenciado ao então treinador encarnado Milorad Pavic, que rapidamente fica convencido com o seu talento.
Foi então contratado pelo Benfica por uma verba a rondar os 750 contos, estreando-se com 17 anos e 25 dias  na primeira equipa do Benfica a 6 de Março de 1976 frente ao Farense (vitória por 3-0). Fez apenas dois jogos na temporada de 1975/76, época que coraria o Benfica como Campeão Nacional e o primeiro titulo de Chalana.
Na época seguinte, o talento garante-lhe papel de destaque na equipa, apontando 10 golos em 28 jogos no campeonato, marcando em jogos decisivos contra o Sporting e Porto. Era já por essa altura um ídolo dos adeptos benfiquistas, tendo de igual forma conquistado a admiração junto dos seus companheiros. Toni conhecido jogador e treinador do clube encarnado, referia que a mensagem que passava no balneário era de "passar a bola ao miúdo, que ele resolve" tal a preponderância e o gênio de Chalana.  
Apelidado já pela imprensa portuguesa de "Pequeno Genial" começou a marcar presença assídua na seleção nacional, falhando no entanto o Campeonato do Mundo de 1978. Mas nem isto beliscava a admiração pelo seu gênio, a qualidade com que fazia o lado esquerdo do ataque benfiquista, apaixonava até os adeptos rivais, que ficavam verdadeiramente maravilhados com o seu pé esquerdo. Mais tarde o próprio revela ser ambidestro "as pessoas pensam que sou canhoto, mas sou destro(…) talvez por isso enganava muitos adversários " 
Decorria a época de 1978/79, numa vitória benfiquista por 5-0 sobre o Sporting, com três assistências de Chalana, Artur defesa sportinguista, chegou a pedir para que "parasse o baile" tal o sufoco que exercia sobre os adversários. As lendas eram tantas, que os adeptos começavam a dizer que se o drible não fosse executado de forma que Chalana queria, este voltaria atrás, apenas para ultrapassar de novo os adversários.
Em 1979/80 vieram as primeiras lesões, o que ia marcar a sua carreira, disputou apenas 10 jogos não pudendo ajudar na conquista da Taça de Portugal.
Na época seguinte, com forte participação de Chalana, o Benfica reconquista o Campeonato Português e vence a Taça de Portugal triunfando sobre o Porto conquistando a dobradinha na época 1980/81, ficando só às portas da final da Taça das Taças perdendo na meia final para o Carl Zeiss Jena.
Na época de 1981/82 surgem as primeiras propostas para Chalana jogar no estrangeiro, mas com estatuto de inegociável, o Barcelona acabou por ir buscar para os seus quadros Maradona para a época de 1982/83.
Com a chegada de Sven-Goran Eriksson em 1982/83, Chalana faz uma das melhores temporadas da sua carreira, sendo novamente Campeão Nacional e marcando golos decisivos, como é o caso do golo da vitoria na final da Taça de Portugal conquistando mais uma dobradinha. Na Europa o Benfica voltou às finais europeias, eliminando equipas como a Roma de Falcão, Ancelotti e Conti sucumbindo na final da Taça Uefa para o Anderlecht
Dessa edição ficará célebre a cuspidela de Sebastiano Nela em Chalana, que irritado pelos dribles acompanhados de "olé" perdeu as estribeiras, deixando Sven-Goran Eriksson à beira de um ataque de nervos.
A época seguinte trazia novo campeonato e uma saída nos quartos de final da Liga dos Campões aos pés do vencedor da competição nesse ano o Liverpool. Chalana continuava no entanto a desiquilibrar com os seus dribles e assistências na época de 1983/84 acompanhado de nomes como Bento, Diamantino, Carlos Manuel, Nené ou Strömberg
Como não poderia deixar de ser, o seu pé esquerdo fez furor no Euro 1984 em França.Chalana apontou excelentes exibições nos embates contra a Alemanha Ocidental e Espanha, mais tarde no torneio, diante da anfitriã França nas meias finais, Chalana iluminou a noite com duas assistências memoráveis para os dois golos de Jordão não chegando para eliminar a França de Platini, Giresse e Tigana.
Premiado pelo seu gênio, conseguiria lugar na Equipa Ideal do Euro 1984, o premio de Jogador Português do Ano e termina o ano como o 5º mais votado para a Bola de Ouro de 1984 com 18 votos.
O "pequeno genial", como era conhecido, assinou pelo Bordéus atual Campeão Francês apesar das fortes investidas da Roma e do Barcelona. Com o negócio mais caro realizado por um clube francês até então, permite ao seu clube de coração concluir o fecho do estádio com o término do seu 3.º anel. Chalana vai encontrar quatro titulares da equipa francesa de 1984, formando um meio-campo de sonho com Tigana e Giresse. Contudo uma grave lesão reduziu a sua participação a 14 jogos nessa temporada, o que não invalidou a conquista do Campeonato Francês e o golo decisivo frente ao Dnipro para passar às meias finais da Liga dos Campeões de 1984/85 sucumbindo as mãos da Juventus e mais uma vez de Platini.
Apesar de poucas aparições, Chalana era uma atração ao ponto de aumentar a média de público no Estádio Chaban-Delmas, isto devido ao forte contingente português em território francês. É também em França que ficou sempre conhecido pelas suas parecenças físicas com a personagem de banda desenhada Asterix, sendo apelidado de "Chalanix".
As épocas seguintes revelam-se um verdadeiro calvário para o jogador, com bastantes lesões e problemas físicos  aparecendo em 2 jogos na época 1985/86 não participando na conquista da Taça de França falhando o Mundial de 1986 no México. Na temporada seguinte Chalana esteve ausente dos relvados não estando presente em campo numa temporada de ouro para o Bordéus, com vitória no Campeonato, Taça de França e Supertaça de França e com uma meia final da Taça das Taças. 
Chalana resolve voltar a Portugal na temporada de 1987/88, para o Campeão Nacional à época Benfica. Com os problemas físicos conhecidos, tinha no seu talento a sua arma mais forte para ajudar os encarnados, disputando 18 jogos, assistindo e participando em 3 jogos no regresso do seu clube à final da Liga dos Campeões perdida para o PSV nas grandes penalidades.
Na época de 1988/89, Chalana volta a saborear o gosto de ser Campeão pelo Benfica, onde ainda tinha rasgos de magia apesar das condicionantes físicas, voltando à Equipa Nacional para um ultimo jogo no dia 12 de outubro de 1988 frente à Suécia. 
Em 1989/90 dá-se o ultimo ano com a camisola do Benfica, em que Chalana vê regressar Sven-Goran Eriksson e assume um papel mais secundário a sair do banco, ficando mais uma vez às portas do sonho europeu, ao sair derrotado por uma diferença de um golo na final da Liga dos Campeões frente ao poderoso Milan de Van Basten, Gullit e Rijkaard.
Jogou ainda no Belenenses e no Estrela da Amadora, acabando a carreira em 1991/92.

## Carreira como treinador
Na época de 2002/03, após ser bicampeão nacional com os juniores, assumiu a equipa técnica do Benfica como treinador adjunto de Jesualdo Ferreira. Os maus resultados ditaram o despedimento de Jesualdo em Novembro de 2002. 
Como forma de transição, até encontrar um novo treinador, Chalana assumiu por um jogo(Benfica 3 – Sporting Clube de Braga 0) o cargo de treinador principal do Sport Lisboa e Benfica. Para além do fantástico resultado obtido na partida que dirigiu, também teve o mérito de apostar no jogador Miguel como lateral direito, posição em que se viria a estabelecer, inclusivamente, ao serviço da seleção nacional. 
Após essa partida, o espanhol José António Camacho foi apresentado como novo técnico principal e Chalana voltou ao cargo de adjunto.
Saindo na época seguinte em 2003/04 para treinar o Oriental
Após dois anos a treinar o Oriental, regressa ao Benfica novamente para o cargo de adjunto na estadia de Ronald Koeman como treinador do Benfica. Na época de 2006/07 prossegui na equipa técnica do Benfica como treinador adjunto de Fernando Santos. 
Na época de 2008 regressa ao cargo de treinador principal logo após José António Camacho demitir-se do clube benfiquista. Realizando 10 jogos e acabando o campeonato em quarto lugar.
Em maio de 2008 foi apresentado como treinador adjunto do Benfica, sendo o técnico principal Quique Flores.
O ano de 2009 trouxe o regresso aos escalões de formação até ao ano de 2019 alternando entre sub 17/19 algo que segundo o próprio lhe dava mais prazer "Não quero treinar, mas sim treinar" tendo oportunidade e influenciado significativamente a evolução de jogadores como Bernardo Silva

### Seleção Nacional:
- Número de jogos na seleção - 27
- Número de golos na seleção - 2
- Primeira participação na seleção - 17 de novembro de 1976
- Última participação na seleção -12 de outubro de 1988

### Títulos como Jogador:
- 6 Liga Portuguesa 1975/76, 1976/77, 1980/81, 1982/83, 1983/84, 1988/89
- 2 Supertaça Cândido de Oliveira 1980, 1989
- 3 Taça de Portugal 1979/80, 1980/81, 1982/83
- 1 Ligue 1 1984/85
- 1 Trophée des Champions 1986
- 2 Coupe de France 1985/86, 1986/87

### Prêmios Individuais:
- Equipa Ideal do Euro 1984
- Jogador Português do Ano 1976, 1984
- 5º mais votado para a Bola de Ouro de 1984 com 18 votos.

### Curiosidades:
Fernando Chalana é o grande ídolo de Paulo Futre
Em 2012 recebeu o Prémio Carreira por dedicação ao Benfica 
Chalana não era canhoto mas sim ambidestro

## Morte
Morreu em 10 de agosto de 2022, aos 63 anos,vítima de uma doença degenerativa.